# 토터리지 웨트스톤역
토터리지 & 웨트스톤(영어: Totteridge & Whetstone, (/ˈwɛtstoʊn/)) 역은 노스런던 바닛구 웨트스톤에 있는 런던 지하철역이다. 이 역은 노던선의 하이 바닛 지선으로 우드사이드 파크와 하이 바닛 사이의 트래블카드 4구역에 있는 역이다. 1872년에 처음 지어졌다.
이 역은 토터리지 레인 (A5109)의 북쪽에 있으며, 돌리스 브룩의 동쪽(토터리지와 웨트스톤의 전통적인 경계)에 있다.

## 역사
토터리지 웨트스톤역은 에지웨어, 하이게이트 & 런던 철도(EH&LR)가 계획한 역이며, 원래 1872년 4월 1일 그레이트 노던 철도(EH&LR을 인수)가 웨트스톤 & 토터리지(Whetstone and Totteridge)란 이름으로 개장했다. 이 역은 핀즈베리 파크에서 하이게이트를 거쳐 에지웨어까지 이어진 노선의 지선에 위치했다. 당시에는 종착역이었다.
1921년 철도법으로 "빅4(Big Four)" 철도 회사가 설립된 후, 이 노선은 1923년부터 런던 & 노스이스트 철도(LNER)의 일부였다. 이스트 핀클리역 북쪽의 하이 바닛 지선의 구간은 1930년대 후반에 시작된 "노던 하이츠" 프로젝트를 통해 런던 지하철망에 편입되었다. 토터리지 앤 웨트스톤 역은 1940년 4월 14일 노던선 열차로 운영을 시작하였고, 두 사업자가 역을 운행한 기간 후, 1941년에 LNER 운행이 종료되었다.
브리티시 레일(LNER의 후임) 화물열차는 1962년 10월 1일 폐선될 때까지 역의 화물장을 계속 운행했다.

## 역 시설
이 역은 오늘날에도 빅토리아 시대 초기의 건축적 특징을 많이 간직하고 있다. 이 역은 두 승강장으로 가는 계단으로 인해 휠체어를 통한 접근이 되지 않는다.
이 역은 21세기에 무인 정책을 위해 두가지 세세한 변화를 겪었다.
- 장애인 및 버기 친화적인 자동 이중 폭 접근(automatic double-wide access) 장벽
- 매표소 대신 헬프 데스크(help desk) 설치.

이 역은 사람수가 적지만 혼잡 시간대에 많다. 이 역에는 승객 홀과 4개 개집표기, 2개의 화장실(남행 승강장의 여성용 화장실과 북쪽 승강장의 남성용 화장실), 공중전화, 주차장, 대합실 등이 있다.

## 운행 정보·연결 교통
열차 배차간격은 하루마다 다르지만, 일반적으로 양방향으로 6시 4분부터 자정까지 3-6분 간격으로 운행된다.
런던 버스 34번, 125번, 234번, 251번, 263번, 326번, 383번, 605번, 626번, 628번, 634번, 688번, 심야 N20번 노선이 이 역을 지난다.

## 사진첩

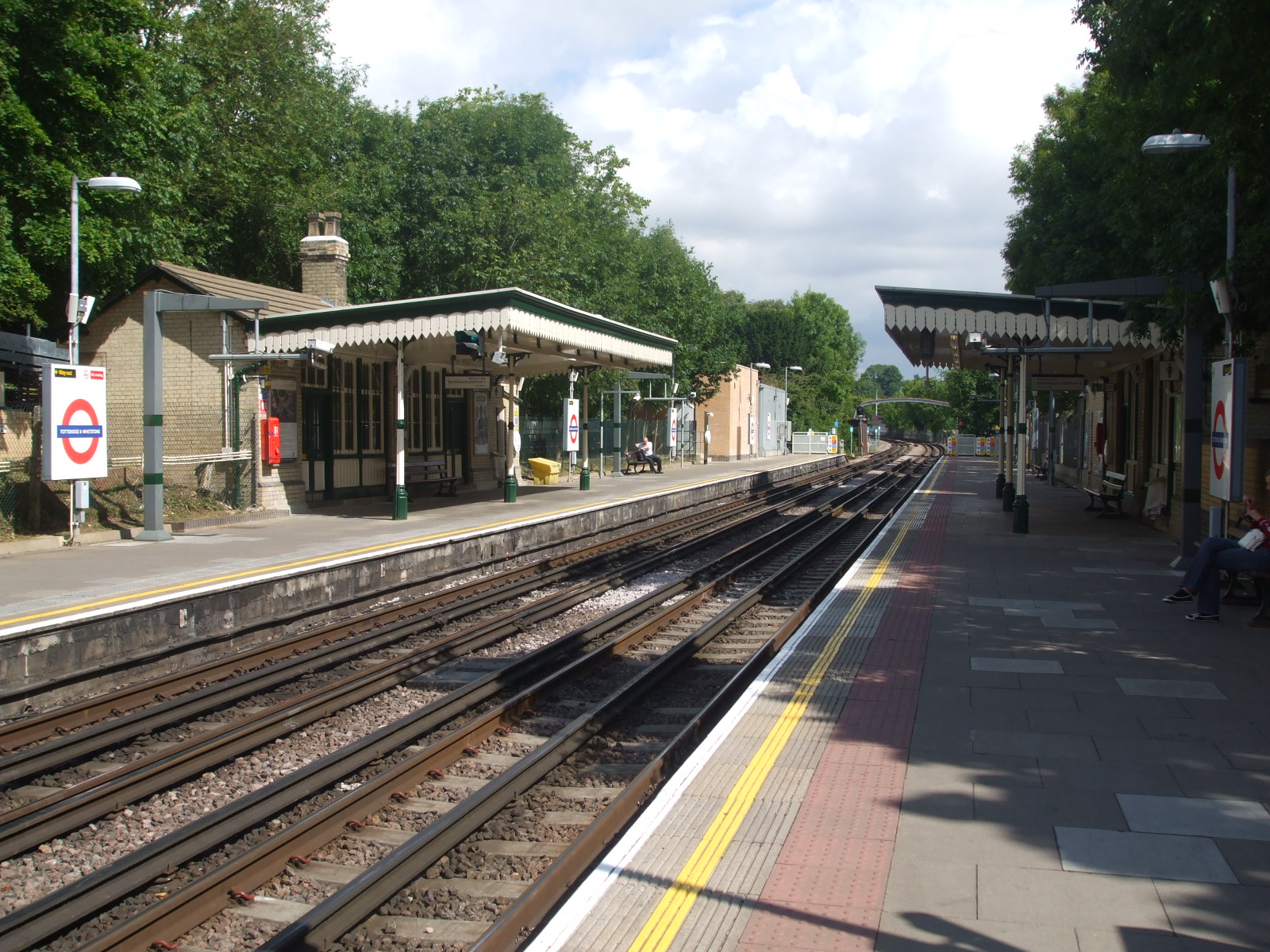
북쪽으로 바라본 남행 승강장
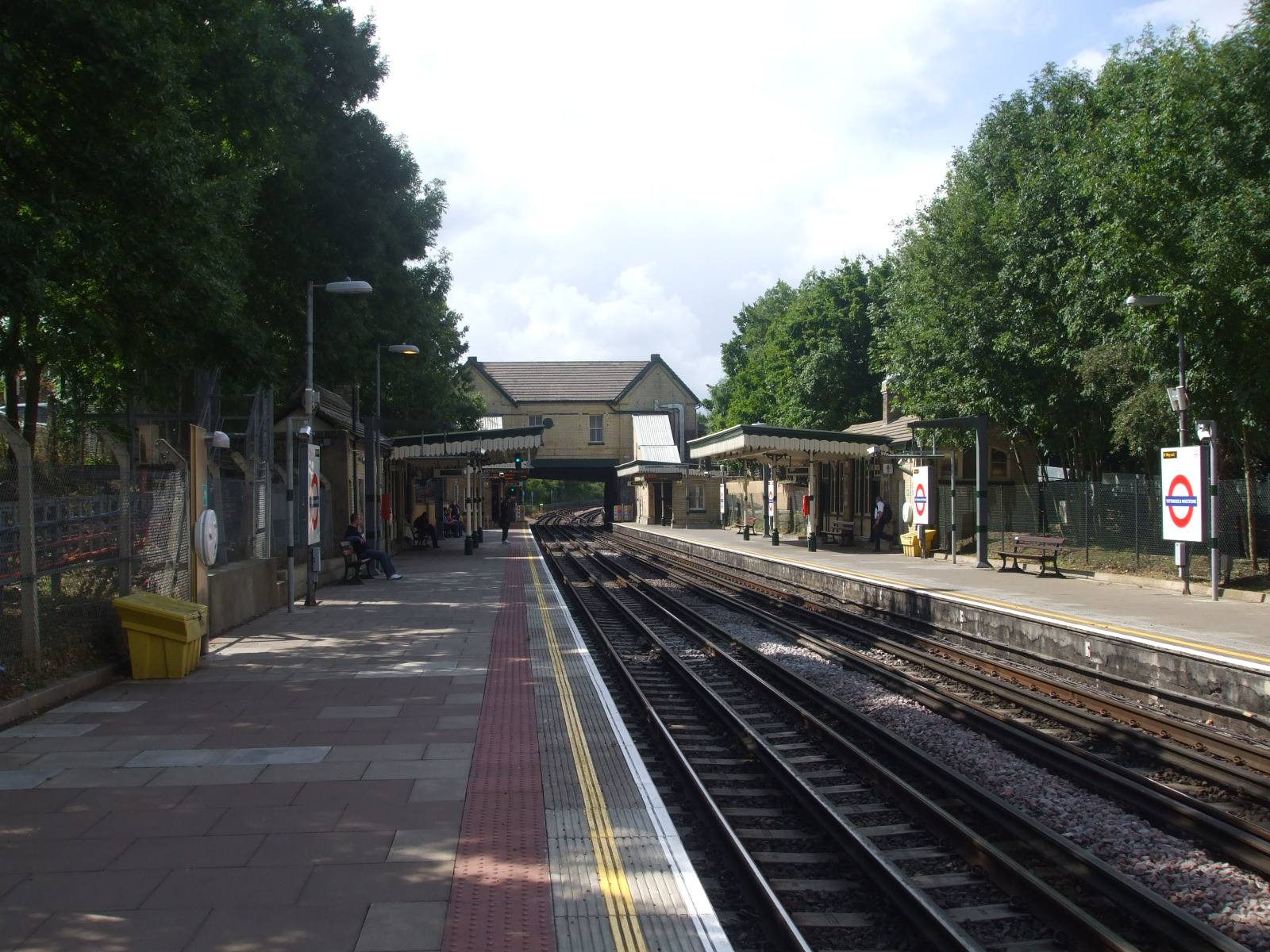
남쪽으로 바라본 남행 승강장
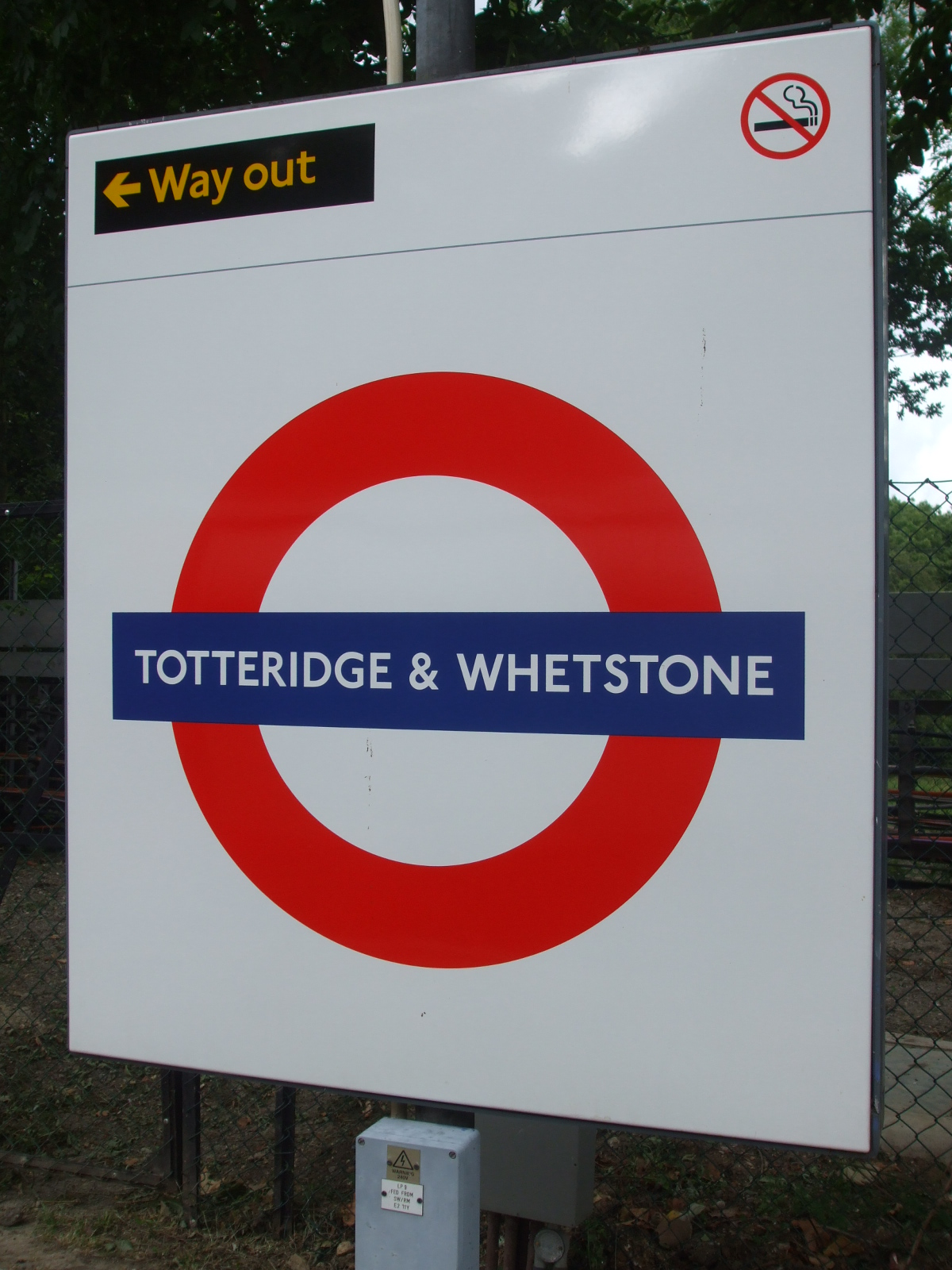
북행 승강장의 역명판

## 인접한 역
| 노던선    | 노던선                  | 노던선                             |
| --------- | ----------------------- | ---------------------------------- |
| 하이 바닛 | 노던선 (하이 바닛 지선) | 우드사이드 파크 모던 / 케닝턴 방면 |